# Parathesis microcalyx
Parathesis microcalyx Donn.Sm. – gatunek roślin z rodziny pierwiosnkowatych (Primulaceae). Występuje naturalnie w Meksyku, Hondurasie, Nikaragui, Kostaryce, Panamie, Kolumbii oraz Ekwadorze. 

## Morfologia
PokrójZimozielone drzewo lub krzew. Dorastający do 0,5–0,8 m wysokości.
LiścieBlaszka liściowa ma lancetowaty lub lancetowato podługowaty kształt. Mierzy 7,5–11 cm długości oraz 2,6–4 cm szerokości, jest całobrzega, ma zbiegającą po ogonku lub klinową nasadę i spiczasty wierzchołek. Ogonek liściowy jest nagi i ma 10–20 mm długości.
KwiatyZebrane w wiechach o długości 1–15 cm, wyrastają na szczytach pędów. Mają działki kielicha o trójkątnym kształcie i dorastające do 1 mm długości. Płatki są równowąsko lancetowate i mają 2–3 mm długości.
OwocPestkowce mierzące 4-6 mm średnicy, o niemal kulistym kształcie.

## Biologia i ekologia
Rośnie w lasach, na wysokości do 1400 m n.p.m.